# Xã Kaolin, Quận Iron, Missouri
Xã Kaolin (tiếng Anh: Kaolin Township) là một xã thuộc quận Iron, tiểu bang Missouri, Hoa Kỳ. Năm 2010, dân số của xã này là 523 người.